# Doliny Omulwi i Płodownicy
Doliny Omulwi i Płodownicy este o arie protejată (arie de protecție specială avifaunistică — SPA) din Polonia întinsă pe o suprafață de 34.386,66 ha, integral pe uscat.

## Localizare
Centrul sitului Doliny Omulwi i Płodownicy este situat la coordonatele 53°14′11″N 21°12′54″E / 53.2365°N 21.2149°E.

## Înființare
Situl Doliny Omulwi i Płodownicy a fost declarat arie de protecție specială avifaunistică în noiembrie 2004 pentru a proteja 46 de specii de animale.

## Biodiversitate
Situată în ecoregiunea continentală, aria protejată nu include niciun habitat protejat.
La baza desemnării sitului se află mai multe specii protejate de  păsări (46): pitulice de apă (Acrocephalus paludicola), pescăruș albastru (Alcedo atthis), fâsă-de-câmp (Anthus campestris), acvilă țipătoare mică (Aquila pomarina), rață roșie (Aythya nyroca), buhai de baltă (Botaurus stellaris), Branta leucopsis, gâsca cu piept roșu (Branta ruficollis), caprimulg (Caprimulgus europaeus), chirighiță-cu-obraz-alb (Chlidonias hybridus), chirighiță neagră (Chlidonias niger), barză albă (Ciconia ciconia), barză neagră (Ciconia nigra), erete de stuf (Circus aeruginosus), erete vânăt (Circus cyaneus), erete cenușiu (Circus pygargus), dumbrăveancă (Coracias garrulus), cristeiul de câmp (Crex crex), lebădă de iarnă (Cygnus cygnus), ciocănitoare neagră (Dryocopus martius), egretă albă (Egretta alba), presură de grădină (Emberiza hortulana), vânturel de seară (Falco vespertinus), becațină comună (Gallinago gallinago), Gallinago media, cocor (Grus grus), codalb (Haliaeetus albicilla), sfrâncioc roșiatic (Lanius collurio), sitar de mâl (Limosa limosa), ciocârlie de pădure (Lullula arborea), gușă albastră (Luscinia svecica), Motacilla citreola, culic mare (Numenius arquata), vultur pescar (Pandion haliaetus), pițigoi de stuf (Panurus biarmicus), bătăuș (Philomachus pugnax), ciocănitoare verzuie (Picus canus), ploier auriu (Pluvialis apricaria), cresteț cenușiu (Porzana parva), cresteț pestriț (Porzana porzana), chiră de baltă (Sterna hirundo), silvie porumbacă (Sylvia nisoria), cocoșul de mesteacăn (Tetrao tetrix tetrix), fluierar de mlaștină (Tringa glareola), fluierarul cu picioare roșii (Tringa totanus), pupăză (Upupa epops).